# Federazione estone di baseball e softball
La Federazione estone di baseball e softball (est. Eesti Pesapalli ja Softpalli Liit) è un'organizzazione fondata per governare la pratica del baseball e del softball in Estonia.
Organizza il campionato maschile e di softball femminile, e pone sotto la propria egida la nazionale maschile e di softball femminile.